# Pulfrich Peak
Pulfrich Peak är en bergstopp i Antarktis. Den ligger i Västantarktis. Argentina, Chile och Storbritannien gör anspråk på området. Toppen på Pulfrich Peak är 1 548 meter över havet, eller 179 meter över den omgivande terrängen. Bredden vid basen är 1,3 km.
Terrängen runt Pulfrich Peak är bergig västerut, men österut är den kuperad. Trakten är obefolkad. Det finns inga samhällen i närheten. 